# Rhyphelia brevistylus
Espèce
Rhyphelia brevistylus est une espèce d'araignées aranéomorphes de la famille des Salticidae.

## Distribution
Cette espèce est endémique du Brésil. Elle se rencontre dans les États de Bahia et de São Paulo.

## Description
Le mâle holotype mesure 3,33 mm et la femelle paratype 3,67 mm.

## Systématique et taxinomie
Cette espèce a été décrite par Nobre et Ruiz en 2024.

## Publication originale
- Nobre & Ruiz, 2024 : « On the boundary of the jumping spider genus Rhyphelia Simon, 1902 (Araneae: Salticidae: Euophryini), with description of ten new species. » Zootaxa, no 5418(5), p. 471-500.